# Kamren Kinchens
Kamren Kinchens (Miami, 29 settembre 2002) è un giocatore di football americano statunitense che milita nel ruolo di safety per i Los Angeles Rams della National Football League (NFL).

## Carriera universitaria
Kinchens disputò tutte le 12 partite, incluse le ultime 5 come titolare, nella sua prima stagione a Miami nel 2021, mettendo a segno 44 tackle. Nel 2022 fece ritorno come titolare e nella gara contro Georgia Tech pareggiò un record dell’istituto con tre intercetti nella stessa partita. Chiuse la stagione con 59 tackle, 6 intercetti e un touchdown, venendo premiato come All-American da CBS Sports. Dopo la stagione 2023 optò per passare tra i professionisti.

## Carriera professionistica

### Los Angeles Rams
Kinchens fu scelto nel corso del terzo giro (99º assoluto) del Draft NFL 2024 dai Los Angeles Rams. Debuttò come professionista subentrando nella gara del primo turno contro i Detroit Lions mettendo a segno un placcaggio. Nel nono turno intercettó Geno Smith dei Seattle Seahawks ritornando il pallone per 103 yard in touchdown, in quella che fu la giocata difensiva più lunga della storia dei Rams. In quella partita fece registrare anche 3 placcaggi e un fumble forzato, venendo premiato come miglior difensore della NFC della settimana. Ottenne lo stesso riconoscimento anche due settimane dopo quando mise a referto 8 placcaggi, un fumble forzato, un passaggio deviato e l'intercetto decisivo a due minuti dal termine che diede ai Rams la vittoria sui New England Patriots. La sua prima stagione si chiuse con 57 tackle, 4 intercetti, un fumble forzato e 6 passaggi deviati disputando tutte le 17 partite, di cui 4 come titolare.

## Palmarès
- Difensore della NFC della settimana: 2

9ª e 11ª del 2024